# Zelmar Michelini
Zelmar Raúl Michelini Guarch (né le 20 mai 1924 à Montevideo, mort en mai 1976 à Buenos Aires) était un journaliste et homme politique uruguayen, qui fut séquestré le 18 mai 1976 en Argentine. Il est le fondateur de la liste 99 (« Pour le gouvernement du peuple »), un courant social-démocrate du Parti colorado qui finit par rejoindre la coalition de gauche du Front large, créée en 1971 et dont il devint l'un des principaux dirigeants.
Michelini a été l'une des victimes de l'opération Condor, aux côtés de son collègue Héctor Gutiérrez Ruiz, également enlevé, et de deux ex-guérilleros Tupamaros, Rosario del Carmen Barredo et William Whitelaw. Ces quatre homicides font l'objet d'enquêtes en Uruguay, tandis que le général argentin Jorge Olivera Róvere a été condamné en octobre 2009 pour crimes contre l'humanité en raison de sa participation à plus d'une centaine de crimes, dont celui de l'assassinat des deux parlementaires uruguayens.

## Du Parti colorado au Front large
Zelmar Michelini fit des études de droit à l'université de la République, où il intégra la Fédération des jeunes batllistes (es) et devint dirigeant syndical. Il fut ainsi secrétaire général du Centre d'étudiants de droit et de la Fédération d'étudiants universitaires.
Il se maria à Elisa Delle Piane avec qui il eut dix enfants, dont Rafael (qui devint député et sénateur, d'abord au sein de la liste 99, puis du Nouvel Espace) et Felipe (qui devint député et sous-secrétaire du Ministère de l'Éducation et de la Culture).
Michelini fut d'abord militant du Parti colorado, sur la liste 15 de Luis Batlle Berres. Dirigeant du syndicat des employés bancaires, il devint ensuite secrétaire du président Battle entre 1947 et 1951, étant désigné comme l'un des « jeunes Turcs » de Battle.
Il fut élu député en 1954 et réélu en 1958, malgré le triomphe du Parti blanco. À cette époque, il écrivit dans le journal Acción. À la suite de divergences avec Battle, il s'éloigna de la liste 15 en 1962 et fonda alors la liste 99 (Mouvement pour le gouvernement du peuple) avec Renán Rodríguez. Candidat au Conseil national du gouvernement aux élections de 1962, il échoua mais fut cependant réélu député, sur la liste 99, jusqu'en 1967.
Au milieu des années 1960, il fonda et dirigea pendant deux ans l'hebdomadaire Hechos. Il continua son activité journalistique toute sa vie, travaillant pour différents supports (El Diario, l'hebdo Marcha, Respuesta ou encore le journal argentin La Opinión, fondé par Jacobo Timerman.
Zelmar Michelini rompit avec son camarade Rodríguez en 1966, à la suite du soutien apporté par Michelini à la réforme constitutionnelle de 1967 qui abrogeait le Conseil national du gouvernement et réinstaurait un président de la République unique. Après l'échec de négociations avec Óscar Diego Gestido pour tenter d'être son colistier aux élections présidentielles, il décida de se présenter lui-même, avec comme colistier Aquiles Lanza (es). Sans obtenir de score élevé, il obtint pour la première fois un siège de sénateur.
Michelini fut toutefois nommé Ministre de l'Industrie et du Commerce en 1967 par le président Gestido (colorado), mais démissionna quelques mois plus tard, en désaccord avec la ligne suivie par le gouvernement. Il retourna alors au Sénat, devenant un critique acerbe de l'orientation autoritaire du nouveau président Jorge Pacheco Areco.
Il finit par quitter le Parti colorado en 1970, se rapprochant du Parti démocrate chrétien. Il participe alors activement à l'élaboration du Front large, la coalition de gauche tentant de s'imposer face aux deux partis traditionnels (colorado et blanco). Il fut réélu en novembre 1971, cette fois-ci en tant que candidat du Front large. Il continua alors à s'opposer au gouvernement, désormais dirigé par Juan María Bordaberry, et à critiquer les actes de torture contre les prisonniers politiques et les différentes violations des droits de l'homme, ce qui lui valut d'être la cible de plusieurs attentats en 1972, dont une attaque au bazooka contre son domicile.

## Coup d'État de 1973 et exil
Le 26 juin 1973, Zelmar Michelini part pour Buenos Aires afin de convaincre le sénateur Enrique Erro, menacé d'arrestation par le régime, de ne pas revenir en Uruguay. Le lendemain, les militaires s'emparent du pouvoir: Michelini reste donc en exil à Buenos Aires. De l'autre côté du Rio de la Plata, il critique, aux côtés d'Erro, le régime dictatorial de Juan María Bordaberry, non seulement en Argentine, où le péroniste de gauche Héctor Cámpora, président depuis mai 1973, démissionne pour laisser la place à Juan Perón, mais dans tous les forums internationaux (ainsi, au Tribunal Russell à Rome, en avril 1974).
Tandis que la dictature uruguayenne annula son passeport afin de l'empêcher de quitter l'Argentine , sa fille, Elisa, fut arrêtée et torturée par les militaires afin d'intimider, sans succès, Michelini,. Les autorités judiciaires uruguayennes ont désormais plusieurs preuves de l'agissement des services de sécurité uruguayens en Argentine lors de la « guerre sale » ,.
Avec Enrique Erro et des membres des GAU (Grupos de Acción Unificadora, Groupes d'action unificatrice), Michelini fonda alors l'Union artiguiste de libération (Unión Artiguista de Liberación), à laquelle participa un groupe de Tupamaros, menés par Luis Mansilla, au nom non pas des Tupamaros, mais du Mouvement du 26 mars. D'autre part, Michelini s'entretenait aussi avec des dirigeants blancos, dont Wilson Ferreira Aldunate (es) et Héctor Gutiérrez Ruiz.

## Assassinat et conséquences
Zelmar Michelini fut enlevé le 18 mai 1976 à l'hôtel Liberty, en présence de ses enfants. Selon l'un de ses fils, des hommes du centre clandestin de détention Orletti (le « garage ») participèrent à l'enlèvement, qui eut lieu après le coup d'État de mars 1976 en Argentine, ainsi que des Uruguayens. Selon un document émanant des services de renseignement uruguayens et publié par La Republica, l'officier de police Hugo Campos Hermida (en), qui avait participé à l'Escadron de la mort, aurait participé à l'assassinat de Michelini.
Son cadavre fut découvert, le 21 mai, avec ceux de l'ex-député uruguayen Héctor Gutiérrez Ruiz, également enlevé, et de deux ex-guérilleros Tupamaros, Rosario del Carmen Barredo et William Whitelaw. Ceci en fait l'une des victimes de l'opération Condor.
Après le retour de la démocratie, le Parlement uruguayen rendit hommage en 1985 aux deux députés assassinés et approuva la création d'une Commission d'enquête sur ces assassinats. Celle-ci reçut l'année suivante le témoignage d'une infirmière déclarant que fin mai 1976, elle avait assisté le capitaine Pedro Mato, qui se disait éprouvé par les remords qu'il aurait eu, disait-il, en raison de sa responsabilité matérielle directe dans l'assassinat de Michelini. Dix jours plus tard, le quotidien uruguayen El País publia ces déclarations dans la section El duende de la trastienda, dirigée par Daniel Herrera Lussich. Cette fuite, dont l'auteur reste à ce jour inconnu, fragilisa la commission d'enquête.

### Procès (depuis 2006)
Le juge uruguayen Roberto Timbal a inculpé le 16 novembre 2006, en tant que « coauteurs de quatre homicides particulièrement aggravés », l'ex-dictateur Juan María Bordaberry et son chancelier Juan Carlos Blanco. En raison de la loi d'amnistie (Ley de Caducidad), seuls eux pouvaient être inculpés en tant que responsables intellectuels. Toutefois, le 1er mars 2005, le président Tabaré Vázquez (Front large) avait précisé que ces assassinats n'étaient pas couverts par la loi d'amnistie (Ley de Caducidad) , tandis que le procureur, se fondant en particulier sur certaines preuves obtenues lors de l'enquête, exigea que cette affaire ne tombe pas sous le coup de l'amnistie .
En Argentine, le général à la retraite Jorge Olivera Róvere, bras droit de Guillermo Suarez Mason, et son second, le général Bernardo José Menéndez (alors colonel), ont été condamnés en octobre 2009 à la prison à perpétuité, par le tribunal fédéral n° 5, pour crimes contre l'humanité, dont l'assassinat des deux parlementaires. Toutefois, Róvere et José Menéndez demeurent libres tant que la peine n'est pas confirmée en appel.

## Famille
Ses fils Felipe et Rafael sont personnalités politiques du Front large.

## Source originale
- (es) Cet article est partiellement ou en totalité issu de l’article de Wikipédia en espagnol intitulé « Zelmar Michelini » (voir la liste des auteurs).